# Blade, Voyageur de l'Infini
Pour les articles homonymes, voir Blade.
 (mars 2011).
Si vous disposez d'ouvrages ou d'articles de référence ou si vous connaissez des sites web de qualité traitant du thème abordé ici, merci de compléter l'article en donnant les références utiles à sa vérifiabilité et en les liant à la section « Notes et références ».
Blade, Voyageur de l'Infini est une série de romans de science-fiction de Jeffrey Lord, un pseudonyme collectif utilisé par plusieurs écrivains aux États-Unis et en France.

## Historique

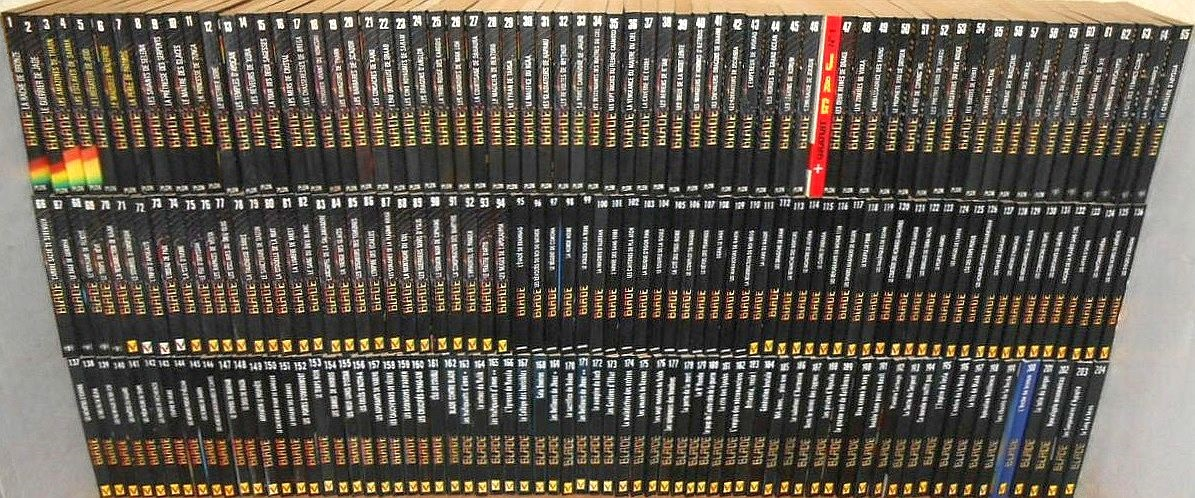
Richard Blade Voyageur de l'Infini, 206 romans en français de 1974 à 2012 aux éditions Plon (Jeffrey Lord, &..).

La série a été créée en 1969 aux États-Unis, et 37 titres sont sortis jusqu'en 1984. Roland Green, Lyle Kenyon Engel, Ray Faraday Nelson, et Manning Lee Stokes font partie des auteurs ; selon Ray Faraday Nelson en contact permanent avec Nemo Sandman, Philip K. Dick lui-même a été à la genèse du concept, proposant l'idée de l'ordinateur qui une fois branché sur le héros le projette dans la Dimension X. 
Blade est sorti en France en 1974, présenté par Gérard de Villiers. Les trente-sept premiers volumes ont été les traductions par France-Marie Watkins des récits américains. Puis la série a été reprise en français par Richard D. Nolane qui signera en tout 43 romans, anonymement puis sous son vrai nom d'Olivier Raynaud. La série a ainsi trouvé son autonomie et une incroyable longévité pour atteindre 206 titres en aout 2012, avec Le Secret des lions ailés  qui signe la fin de la saga .
Les auteurs français depuis décembre 2007 sont Arnaud Dalrune, Patrick Eris puis Nemo Sandman à partir de 2010. La série a également fait appel à des auteurs reconnus de la maison d'édition : par exemple, Nadine Monfils (auteur du Commissaire Léon) pour Blade 174 - La malédiction des ombres en 2007.
Toutes les illustrations des couvertures de l'édition française furent signées par Loris Kalafat jusqu'à sa disparition en 2007 ; depuis Blade #180 - Le Pays de l'autre côté de la guerre, les illustrations sont signées par Nemo Sandman
qui a signé en tant qu'auteur les Blade #195 - L'Empire de Tesla et Blade #196 - L'Ombre de la Horde avant de continuer conjointement avec Patrick Eris à partir du Blade #198 - Opération résilience.
Voici la liste complète de "Jeffrey Lord" de 1970 à 2010 :
- Manning Lee Stokes
- Roland Green
- Lyle Kenyon Engel
- Ray Faraday Nelson
- Richard D. Nolane
- Christian Mantey
- Arnaud Dalrune
- Yves Chéraqui
- Gerald Moreau
- Paul Couturiau
- Olga Tormes
- Amelina Defontaine
- Didier Le Gais
- Yves Bulteau
- Raymond Audemard
- Nadine Monfils
- Frédéric Szczepaniak
- Patrick Eris
- Nemo Sandman

La série a connu des bouleversements en 2007 : d'abord le décès de Loris Kalafat, son illustrateur de la première heure à qui il fut rendu hommage dans l'épisode no 179. Son remplacement par Nemo Sandman, réalisateur de clips et publicités, permit de moderniser les visuels tout en gardant la "patte" Blade. De même, après des années de bons et loyaux services, l'auteur Yves Chéraqui déclara forfait et Patrick Eris, auteur de plus d'une dizaine de romans, vint compléter l'équipe à partir du no 179 avec Arnaud Dalrune.
Dernière nouvelle en 2010, Arnaud laisse la place à Nemo qui devient illustrateur et auteur.
Il forme avec Patrick Eris un duo dévoué à offrir une littérature populaire (au sens noble du terme) de qualité…
Toutes les illustrations des couvertures de l'édition française furent signées par Loris Kalafat jusqu'à sa disparition en 2007 ; depuis Blade #180 - Le Pays de l'autre côté de la guerre, les illustrations sont signées par Nemo Sandman qui a signé en tant qu'auteur les Blade #195 - L'Empire de Tesla et Blade #196 - L'Ombre de la Horde avant de continuer conjointement avec Patrick Eris à partir du Blade #198 - Opération résilience.

## Le Concept
Richard Blade est un agent du MI-6 aux exceptionnelles facultés physiques et intellectuelles. Il a été recruté par son chef, J, pour participer à un invraisemblable projet, le Programme DX, mis au point par le savant britannique Archibald Leighton (devenu entre-temps Lord).
Lord Leighton est un grand savant en fauteuil roulant car atteint d'une grave maladie neurodégénérative.
Cette invention permet au cobaye d'être projeté vers d'autres dimensions du Multivers.
Lorsque Blade s'y intègre, plusieurs candidats (les premiers était des SDF) y ont déjà laissé la vie ou leur esprit.
Mais, grâce à ses potentialités , Richard Blade va devenir le "voyageur de l'infini".
Une sorte d'ambassadeur de l'Empire Britannique.
Le programme DX est situé dans les profondeurs de la Tour de Londres, et consiste à brancher le héros recouvert d'une pâte infâme, grâce à des électrodes, à un hyper-ordinateur d'avance de plusieurs générations. Blade subit alors des grandes douleurs, voit des formes et des lumières étranges qui pourrait rendre fou autre que lui. 
Puis il apparait dans une dimension intermédiaire stressante ; au bout de quelque temps, il arrive finalement à destination nu.
Lorsqu'il arrive (nu et sans arme) dans une Dimension X, Richard Blade acquiert automatiquement la langue (syntaxe et grammaire) de toute personne lui parlant : il lui suffit d'en entendre quelques syllabes.
Malheureusement à son retour dans la Dimension N, il perd cette capacité, comme toutes celles qu'il aurait pu acquérir (télépathie par exemple).
Dans chaque dimension où il atterrit, il y a des problèmes qu'il est le seul à pouvoir résoudre avec ses facultés de combattant, d'agent secret, ou d'amant  (les auteurs lui donnent un sexe imposant en érection).
Le problème est que Lord Leighton n'arrive pas à cibler une dimension choisie à l'avance, ni à l'y renvoyer volontairement, et ne peut transférer des objets lors de l'aller, sauf un métal particulier très cher à produire (venu d'une autre dimension), et deux objets personnels : une bague et un couteau de commando. 
Lors de ces voyages, il a réussi à ramener un fauteuil électronique en métal particulier, une savante du monde d'Anglor (devenu folle par le transfert), des bijoux et un ou deux animaux (un singe et un cheval).
Dans le premier épisode, il revient avec une hache en bronze, pleine de sang, n'ayant aucun souvenir de son aventure. On a du lui faire raconter son voyage au travers de moyens hypnotique. Par contre Blade résiste très bien à l'hypnose.
Plusieurs fois fois Blade a pu revenir dans des dimensions (Tharn et le monde d'Atlantis par exemple.), mais quelques années après sa première visite. Dans le monde d'Atlantis c'est un dieu qui est intervenu pendant son transfert) 
À ce jour, il n'existe qu'une seule autre personne voyageant dans le Multivers : l'agent suédo-britannique Elin Sandberg, qui a quitté le Projet Dimension X.
Dans un épisode, un agent russe, qui est son sosie, a réussi à partir en trompant Leighton. Pourchassé par Blade, on pense qu'il a été finalement tué.
Cette situation, ainsi qu'une pérennité avec des expériences imputées à Nikola Tesla, évolue à part dans la Saga de la Horde, trouvant sa conclusion au no 200, L'Arche de bronze, paru en juillet 2011.

## Les Aventures de Richard Blade
| N°  | Titre                                  | Information |
| --- | -------------------------------------- | --- |
| 001 | La Hache de bronze                     | |
| 002 | Le Guerrier de Jade                    | |
| 003 | Les Amazones de Tharn                  | Le monde de Tharn |
| 004 | Les Esclaves de Sarma                  | |
| 005 | Le Libérateur de Jedd                  | |
| 006 | Le Mausolée maléfique                  | |
| 007 | La Perle de Patmos                     | |
| 008 | Les Savants de Selena                  | |
| 009 | La Prêtresse des serpents              | |
| 010 | Le Maître des glaces                   | 1er E.T. non humanoïde |
| 011 | La Princesse de Zunga                  | |
| 012 | Le Destrier doré                       | |
| 013 | Les Temples d'Ayocan                   | |
| 014 | Les Rêveurs de Xura                    | |
| 015 | La Tour des deux sagesses              | |
| 016 | Les Mers de cristal                    | |
| 017 | Les Chasseresses de Brega              | |
| 018 | L'Échiquier vivant de Hongshu          | |
| 019 | Les Ravageurs de Tharn (n°003)         | Le monde de Tharn |
| 020 | Les Barbares de Scador                 | |
| 021 | Les Consacrés de Kano                  | |
| 022 | L'Eau dormeuse de Draad                | |
| 023 | Les Cinq Royaumes de Saram             | |
| 024 | Les Dragons d'Anglor                   | |
| 025 | La Tribu rouge des Kargois             | |
| 026 | Les Androïdes de Mak'Loh               | |
| 027 | La Courtisane de Dahaura               | |
| 028 | Le Magicien de Rentoro                 | |
| 029 | Le Tyran de Targa                      | |
| 030 | Le Maléfice du Ngaa                    | |
| 031 | Les Gladiateurs de Hapanu              | |
| 032 | Les Révoltés de Mythor                 | |
| 033 | La Forêt carnivore de Jaghd            | |
| 034 | Les Descendants des maîtres du ciel    | Le monde des Maîtres du Ciel |
| 035 | Les Sept Duchés du fleuve Cramoisi     | |
| 036 | La Vengeance du maître du ciel (n°034) | Le monde des Maîtres du Ciel |
| 037 | La Caverne de l'idole                  | |
| 038 | Les Aériens de K'Tar                   | |
| 039 | Les Dieux de la mort lente             | |
| 040 | Les Mangeurs d'hommes d'Iletrois       | |
| 041 | Les Chevaliers-Dragons de Kharm        | Le monde d'Atlantis |
| 042 | Les Adorateurs de Dschubba             | |
| 043 | L'Empereur de Worad                    | |
| 044 | Les Hordes du grand océan (n° 041)     | Le monde d'Atlantis |
| 045 | Les Légions de Korum                   | |
| 046 | L'Émeraude de Jokkun                   | |
| 047 | Les Deux Reines de Drako               | |
| 048 | Les Zombies de Vikka (n°044)           | Le monde d'Atlantis |
| 049 | L'Ambassadrice des Khuns               | |
| 050 | Le Prophète fou de Dryden              | |
| 051 | Le Fief de Cipang'Ho                   | |
| 052 | Les Prêtres-rois de Tarkos             | |
| 053 | Les Berserkers du Pays-Rouge           | |
| 054 | Les Hordes de Pierre                   | |
| 055 | L'Envoyé de Mictan                     | |
| 056 | Le Combat des magiciens                | |
| 057 | Le Complot des Sin'Kas                 | |
| 058 | Les Séquestrés de Rhiva                | |
| 059 | Le Traître du Jehol                    | |
| 060 | Les Cyclopes du Dieu Serpent           | |
| 061 | Le Grand Maître de vie                 | |
| 062 | La Dimension Apocalypse                | |
| 063 | La Cité des femmes-clones              | |
| 064 | La Reine des ombres                    | |
| 065 | Le centaure d'Abyssia                  | |
| 066 | L'Arbre sacré de Serendeh              | |
| 067 | Le Sage de Geronya                     | |
| 068 | Le Royaume de Félicité                 | |
| 069 | Le Temps du rêve                       | |
| 070 | La Résurrection de Kaah                | |
| 071 | Le Sommeil d'Amnesiah                  | |
| 072 | L'Enfer d'Apokalys                     | |
| 073 | L'Oiseau de paix                       | |
| 074 | La Cité d'ivoire                       | |
| 075 | Le Feu d'Odyssiah                      | |
| 076 | Les Rapaces de Vesta                   | |
| 077 | Les Esclaves du Dieu Olos              | |
| 078 | La Faucheuse d'âmes                    | |
| 079 | Le Sanctuaire de Dagon                 | |
| 080 | La Citadelle de la nuit                | |
| 081 | La Lumière de Krest                    | |
| 082 | Le Sang du Dieu Blanc                  | |
| 083 | L'Archipel de la Salamandre            | |
| 084 | La Vierge des glaces                   | |
| 085 | Les Seigneurs des ténèbres             | |
| 086 | L'Empire des écailles                  | |
| 087 | Les Conjurés de la Flamme Rouge        | |
| 088 | La Montagne du Ciel                    | |
| 089 | Les Guerriers noirs d'Yslis            | |
| 090 | Le Démon noir de Ciphang               | |
| 091 | La Conspiration des Martyrs            | |
| 092 | L'Immortel de Pangea                   | |
| 093 | Le Traître d'Artis                     | |
| 094 | Les Neiges de l'Apocalypse             | |
| 095 | L'Évadé de Brannag                     | |
| 096 | Les Révoltés du Roi du Monde           | |
| 097 | Le Régent de Corona                    | |
| 098 | La Horde noire                         | |
| 099 | Le Soleil sous la Terre                | |
| 100 | La Favorite d'Alderan                  | |
| 101 | L'Armée des Sans-terre                 | |
| 102 | Les Cavernes de Pla-Aton               | |
| 103 | La Relique d'Egon Finn                 | |
| 104 | Le Souffle de la goule                 | |
| 105 | La Cité des yeux-noirs                 | |
| 106 | Le Complot du masque                   | |
| 107 | Le Réveil des Prawniks                 | |
| 108 | Ugral le sage                          | |
| 109 | Les Maraudeurs de Garth                | |
| 110 | La Résurrection du roi Méog            | |
| 111 | La Lame du maudit                      | |
| 112 | Les Dragons de Lham                    | |
| 113 | La Revanche des Mentors                | |
| 114 | Le Monstre de Juvénia                  | |
| 115 | Le Clone d'Uberaba                     | |
| 116 | Les Répliquants du monde 1138          | |
| 117 | Les Sphères magiques de Gelsen         | |
| 118 | Le Souffle de pierre                   | |
| 119 | Les Maléfiques de Kzohr                | |
| 120 | Le Cimetière des hommes-machines       | |
| 121 | Les Enfants perdus de Xantar           | |
| 122 | Les Rebelles de Terra Nova             | |
| 123 | Le Peuple des arbres                   | |
| 124 | Les Anges de l'enfer                   | |
| 125 | L'Île des temps perdus                 | |
| 126 | Les Hommes-poissons de Mammoniah       | |
| 127 | Les Titans de Jadalgad                 | |
| 128 | Les Arènes d'Hushtaad                  | |
| 129 | Les Mercenaires de la guilde           | |
| 130 | Les Convulsions du temps               | |
| 131 | Les Survivants de Gehénia              | |
| 132 | L'Agonie de la planète sans ciel       | |
| 133 | Les Affins d'Oniris                    | |
| 134 | Les Fantômes d'Ethéria                 | |
| 135 | Les Veuves noires de Mnémos            | |
| 136 | Les Dyades d'erranum                   | |
| 137 | Les Monstres d'Edenbis                 | |
| 138 | Le Dieu nu de Bélina                   | |
| 139 | Les Fils rivaux de Bek-Tor             | |
| 140 | Les Maitres du hasard                  | |
| 141 | Les Prédateurs du temps                | |
| 142 | Les Pirates de Nechronos               | |
| 143 | L'Empire du Milieu                     | |
| 144 | Les Mondes perdus d'Heloah             | |
| 145 | Les Scribes de Fahren                  | |
| 146 | Les Hordes sanguinaires de Canys       | |
| 147 | Le Sphinx de Makhab                    | |
| 148 | Le Dieu de Rialta                      | |
| 149 | Arkhaton le Prophète                   | |
| 150 | Le Cauchemar vivant de Sanguiis        | |
| 151 | Le Royaume des Zombres                 | |
| 152 | Les Portes d'ombremort                 | |
| 153 | Le Temps noir                          | |
| 154 | Les Sbires de Nekros                   | |
| 155 | Les Neuf lunes d'Ostar                 | |
| 156 | Les Exilés d'Alton-A                   | |
| 157 | Les Aspirants de Vabene                | |
| 158 | Les Cauchemars de Faërie               | |
| 159 | Les Robinsons d'Arhen                  | |
| 160 | Les Crucifiés d'Hag-Ilm                | |
| 161 | L'Île de l'oubli                       | |
| 162 | Blade contre Blade                     | |
| 163 | Les Trafiquants d'âmes                 | |
| 164 | Le Retour du Malik                     | |
| 165 | Les Trafiquants d'âmes - 2             | Suite du 163 |
| 166 | L'Ogresse de Manala                    | |
| 167 | Le Collège des invisibles              | |
| 168 | Les Veilleurs de Jhour                 | |
| 169 | Gaïa Oneiros                           | |
| 170 | Le Sacrifice du Vodon                  | |
| 171 | Les Veilleurs de Jhour - 2             | Suite du 168 |
| 172 | Le Vampire du Loch                     | |
| 173 | Les Gardiens d'Ufhar                   | |
| 174 | La Malédiction des ombres              | |
| 175 | Les Amants de Kornuz                   | |
| 176 | Les Sept mondes de Vakh                | |
| 177 | Les Seigneurs des ténèbres             | |
| 178 | La Porte de la mort                    | |
| 179 | Le 8e monde                            | |
| 180 | Le Pays de l'autre côté de la guerre   | |
| 181 | La Cité des Zyeuks                     | |
| 182 | L'Empire des nécromanciens             | |
| 183 | Britannia, roule !                     | |
| 184 | Génération brutale                     | |
| 185 | 864 âmes... plus une                   | |
| 186 | Le Saboteur d'Harmonie                 | |
| 187 | Dans le miroir des cygnes              | |
| 188 | Les Pirates d'Aqualia                  | |
| 189 | Le Gnome noir de Karlibruna            | Le titre est une référence à Nicolas Sarkozy & à Carla Bruni. Karlibruna est la contrepèterie de Carla Bruni, le gnome noir étant Nicolas Sarkozy. Å l'époque où il était président de la république française, sa taille était un sujet de moquerie. |
| 190 | Bleu comme le sang                     | |
| 191 | Double lame pour un deuil              | |
| 192 | Planète carnage                        | |
| 193 | La Secte du serpent                    | |
| 194 | Ce monde ne suffit pas                 | |
| 195 | L'Empire de Tesla                      | |
| 196 | L'Ombre de la horde                    | |
| 197 | Le Fils de Blade                       | |
| 198 | Opération Résilience                   | |
| 199 | Les Chants de la Horde                 | |
| 200 | L'Arche de bronze                      | |
| 201 | La Toile du berger                     | |
| 202 | Apocalypto œconomicus                  | |
| 203 | Les Sanguinaires d'Hyguptie            | |
| 204 | Le Sang du héros                       | |
| 205 | Les Lions ailés de Janthor             | La Conquête de Cristal (1) |
| 206 | Le Secret des lions ailés              | La Conquête de Cristal (2) |